# あなたのそばで明日が笑う
『あなたのそばで明日が笑う』（あなたのそばであしたがわらう）は、2021年3月6日にNHK総合とNHK BS4Kで放送されたドラマ。脚本は三浦直之が担当した。主演は綾瀬はるか。東日本大震災の発生から10年の節目を受けて放送された。

## 作品について
宮城県石巻市を舞台に、行方不明の夫を待ち続ける女性を描く愛の物語。
“後ろを向くことで、前に進んで行っちゃだめなのかな”

## キャスト
- 真城蒼 - 綾瀬はるか
- 葉山瑛希 - 池松壮亮[1][2][3]
- 真城遥 - 土村芳[1][2][3]
- 真城六太 - 二宮慶多[1][2][3]
- 克彦 - 菅原大吉
- マサ - 板橋駿谷
- 風花 - 佐藤ひなた
- 真城浅子 - 阿川佐和子[1][2][3]
- 真城高臣 - 高良健吾[1][2][3]

## スタッフ
- 脚本 - 三浦直之[1][2][3]
- 音楽 - 菅野よう子[4]
- 主題歌 - RADWIMPS「かくれんぼ」[5]
- 制作統括 - 磯智明（NHK）
- 演出 - 田中正
- プロデューサー - 北野拓
- VFXプロデューサー - 結城崇史
- AP- 佐野奈緒子
- 助監督- 伊藤嘉文、吉住亮、
- 制作 - 田野真憲
- 制作・著作 - NHK

## 音楽
主題歌のRADWIMPS「かくれんぼ」は、放送後の3月11日に発売されたアルバム「2+0+2+1+3+1+1= 10 years 10 songs」に収録されている。